# قورباغه‌های زبان‌چنگالی
قورباغه‌های زبان‌چنگالی یا وزغ‌های شکم‌آتشی (نام علمی: Dicroglossidae) نام یک تیره از راسته قورباغه است.